# Cossourado (Barcelos)
Cossourado ist eine Gemeinde (Freguesia) im nordportugiesischen Kreis Barcelos. In ihr leben 758 Einwohner (Stand 19. April 2021). 